# 原丝藻属
原丝藻属（学名：Tubiella）为罗氏藻科的一个目。此目的模式属为Tubiella elenkinii。

## 下级分类
- Tubiella elenkinii Hollerbach, 1935